# Lukoran
Lukoran (olaszul: Lucorano) falu Horvátországban Zára megyében. Közigazgatásilag Prekóhoz tartozik.

## Fekvése
Zárától légvonalban 7 km-re délnyugatra, Ugljan szigetének közepén, községközpontjától 5 km-re északnyugatra, a sziget északkeleti partján Ugljan és Sutomišćica között, Zárával szemben az azonos nevű jól védett öbölben, egy termékeny mező szélén fekszik. Településrészei: : Mali Lukoran, Turkija, Zmorac, Primorje, Punta és Rančićevi-Sikirićevi. Strandjait évszázados fenyőerdők szegélyezik.

## Története
Ugljan szigete a régészeti leletek tanúsága szerint már a kőkorszak óta lakott. Első lakói az illírek egyik törzse a liburnok voltak. Erődített településeik maradványai a Celinjak, Kuranj és Sv. Mihovil nevű magaslatokon (i. e. 4. század) ma is láthatók. A sziget római betelepítése az i. e. 1. századra tehető. Első ismert említése a neves római írótól Pliniustól származik „Lissa” alakban. A rómaiak több villagazdaságot is építettek a szigeten, ezek közül mintegy tíznek máig fennmaradtak a romjai. Közülük a legjelentősebbek a Supetar-fok felé a Gospodski nevű halmon és a Muline-öbölnél Stivonon találhatók, ahol fennmaradt az olajbogyó feldolgozásához épített római malom romja is. A középkorban zárai nemesi családok birtoka volt, akik felépítették saját udvarházaikat, gazdaságaikat. Első írásos említése 1075-ben történt a zárai Szent Krsevan bencés kolostor birtokaként „Laucarani”, „Lukarano”, „Luko” alakban. A 15. századig ide tartozott a szomszédos Sutomišćica is. Területe Zárához tartozott, majd 1409-től a várossal együtt a Velencei Köztársaság része lett. A 18. század végén Napóleon megszüntette a Velencei Köztársaságot. Ugljan szigete 1797 és 1805 között Habsburg uralom alá került, majd az egész Dalmáciával együtt a Francia Császárság része lett. 1815-ben a bécsi kongresszus újra Ausztriának adta, amely a Dalmát Királyság részeként Zárából igazgatta 1918-ig. A településnek 1857-ben 552, 1910-ben 970 lakosa volt. Az első világháborút követően előbb a Szerb-Horvát-Szlovén Királyság, majd Jugoszlávia része lett. Az 1970-es évektől a több munkalehetőség miatt sok fiatal vándorolt ki, illetve költözött a nagyobb városokba és vándorolt ki az Egyesült Államokban és Ausztráliában is. A falunak 2011-ben 503 lakosa volt, akik hagyományosan mezőgazdasággal (főként szőlő- és olivatermeléssel), halászattal és újabban turizmussal foglalkoznak.

## Lakosság
| Lakosság változása | Lakosság változása | Lakosság változása | Lakosság változása | Lakosság változása | Lakosság változása | Lakosság változása | Lakosság változása | Lakosság változása | Lakosság változása | Lakosság változása | Lakosság változása | Lakosság változása | Lakosság változása | Lakosság változása | Lakosság változása |
| ------------------ | ------------------ | ------------------ | ------------------ | ------------------ | ------------------ | ------------------ | ------------------ | ------------------ | ------------------ | ------------------ | ------------------ | ------------------ | ------------------ | ------------------ | ------------------ |
| 1857               | 1869               | 1880               | 1890               | 1900               | 1910               | 1921               | 1931               | 1948               | 1953               | 1961               | 1971               | 1981               | 1991               | 2001               | 2011               |
| 552                | 630                | 672                | 793                | 818                | 970                | 1.112              | 1.019              | 1.252              | 1.257              | 1.197              | 956                | 675                | 687                | 492                | 503                |

## Nevezetességei
- Szent Lőrinc tiszteletére szentelt plébániatemploma 1877-ben épült Giuseppe Clocchiatti tervei szerint. Titulusát a temetőben álló régi templomról kapta, de a régi templomnak csak barokk oltárait hozták át ide mert a tűzben az oltárképek is elégtek. Latin kereszt alaprajzú egyhajós épület, félköríves apszissal. Magas homlokzata felett reprezentatív harangépítmény látható két haranggal. A homlokzatot a két oldalán épített kisebb tornyok és a bejárat feletti nagyméretű ablak még jobban hangsúlyozzák.
- A temetőben található a régi Szent Lőrinc templom. A templomot a 11. században építették, a 17. században bővítették. 1860-ban egy tűzvészben égett le. Ma temetőkápolnaként szolgál.
- Zmorac nevű településrésze felett gótikus templom és épületek maradványai látszanak, melyeket a hagyomány szerint egyiptomi szerzetesek építettek a 14. században.
- A településen több zárai nemesi család nyári kastélya található, melyek közül a legismertebb a de Ponte családé, amely a 17. században épült.
- Határában római épületek és sírok maradványai találhatók.
- A hagyomány szerint itt írta a neves horvát költő Petar Preradović „Zora puca” (Hajnalhasadás) című költeményét.

## Híres emberek
Lukoranban született 1460 körül Šimun Klimantović ferences harmadrendi szerzetes, történetíró.